# 申后
申后（しんこう、生没年不詳）は、申侯の娘で、西周の幽王の王后で平王の母。
幽王は褒姒を寵愛した。遂には申后と太子宜臼（後の平王）を廃し、褒姒を王后、褒姒の子の伯服を太子にした。この事件に申后の父の申侯は激怒し、紀元前771年、犬戎らと周を攻め、幽王を殺した（申侯の乱）。太子宜臼は即位し、洛邑に遷都した。

## 史記
- 史記 周本紀